# Mildred McAfee

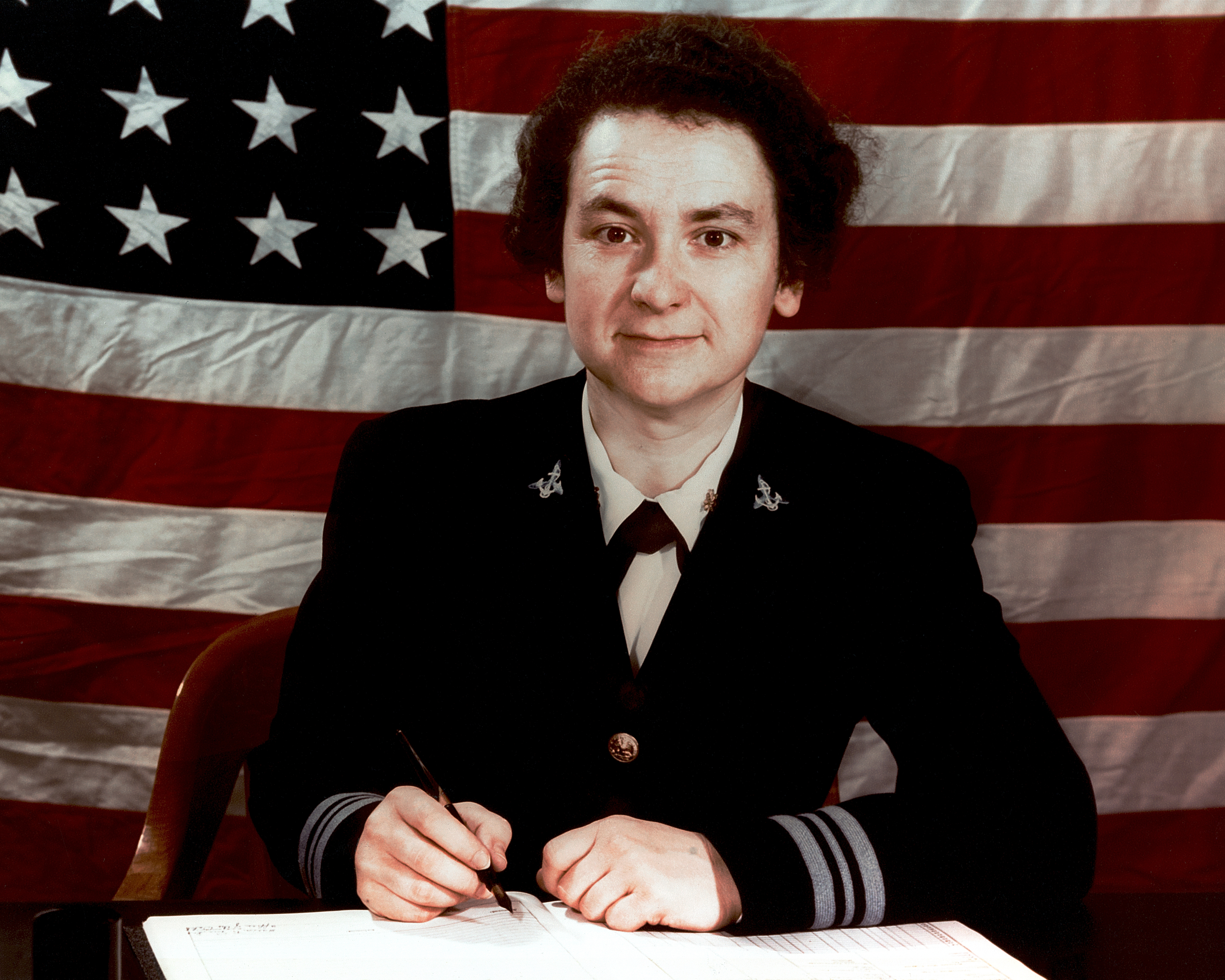
Mildred H. McAfee

Mildred Helen McAfee Horton (* 12. Mai 1900 in Parkville, Missouri, Missouri; † 2. September 1994 in Berlin, New Hampshire) war eine US-amerikanische Akademikerin. Sie wurde mit 36 Jahren die 7. Präsidentin des Wellesley College und damit eine der jüngsten College-Präsidenten des Landes. Sie war die erste Frau, die im Vorstand der New York Life Insurance und der New York Public Library tätig war. Sie war die erste weibliche Vorsitzende des Kuratoriums der University of New Hampshire. Sie war die erste Präsidentin des American Board of Commissioners for Foreign Missions und die erste Vizepräsidentin des Federal Council of Churches und des National Council of Churches.

## Leben und Werk
McAfee war die Tochter von Reverend Cleland Boyd McAfee und Harriet Brown. Sie absolvierte das Vassar College und erhielt ihren Master-Abschluss in Soziologie an  der University of Chicago. Sie war danach Dekanin der Frauen am Center College und dann Dekanin der Frauen am Oberlin College in Ohio. 1936 wurde sie Präsidentin des Wellesley College und damit eine der jüngsten College-Präsidenten des Landes. 1942 wurde sie dort beurlaubt, um die Ernennung zur ersten Direktorin der neu gegründeten WAVES der Marine anzunehmen. Im August 1942 wurde sie zum Lieutenant-Commander ernannt und war damit die erste Frau, die als Offizier bei der United States Navy eingesetzt wurde. Im November 1943 wurde sie zum Captain befördert. Sie blieb bis 1945 bei den WAVES, wo sie eine Truppe von mehr als 80.000 Navy-Frauen leitete. Sie wurde für ihre Arbeit mit der American Campaign Medal, der World War II Victory Medal und als erste Frau mit der Navy Distinguished Service Medal geehrt.
1945 kehrte sie an das Wellesley College zurück und heiratete Reverend Douglass Horton, einen emeritierten Dekan der Harvard Divinity School und Minister des Generalrates der christlichen Kirchen der Kongregation. 1948 beendete sie ihre Präsidentschaft am Wellesley College. Sie arbeitete viele Jahre mit ihrem Ehemann zusammen und war weiterhin in Bildungsgremien und Wohltätigkeitsgremien tätig. Sie war Präsidentin des University of New Hampshire-Kuratoriums und von 1963 bis 1974 Mitglied des Kuratoriums.
Die McAfee Hall am Wellesley College ist ihr zu Ehren benannt, ebenso wie die Horton Hall an der University of New Hampshire.